# Abrazo de Acatempan

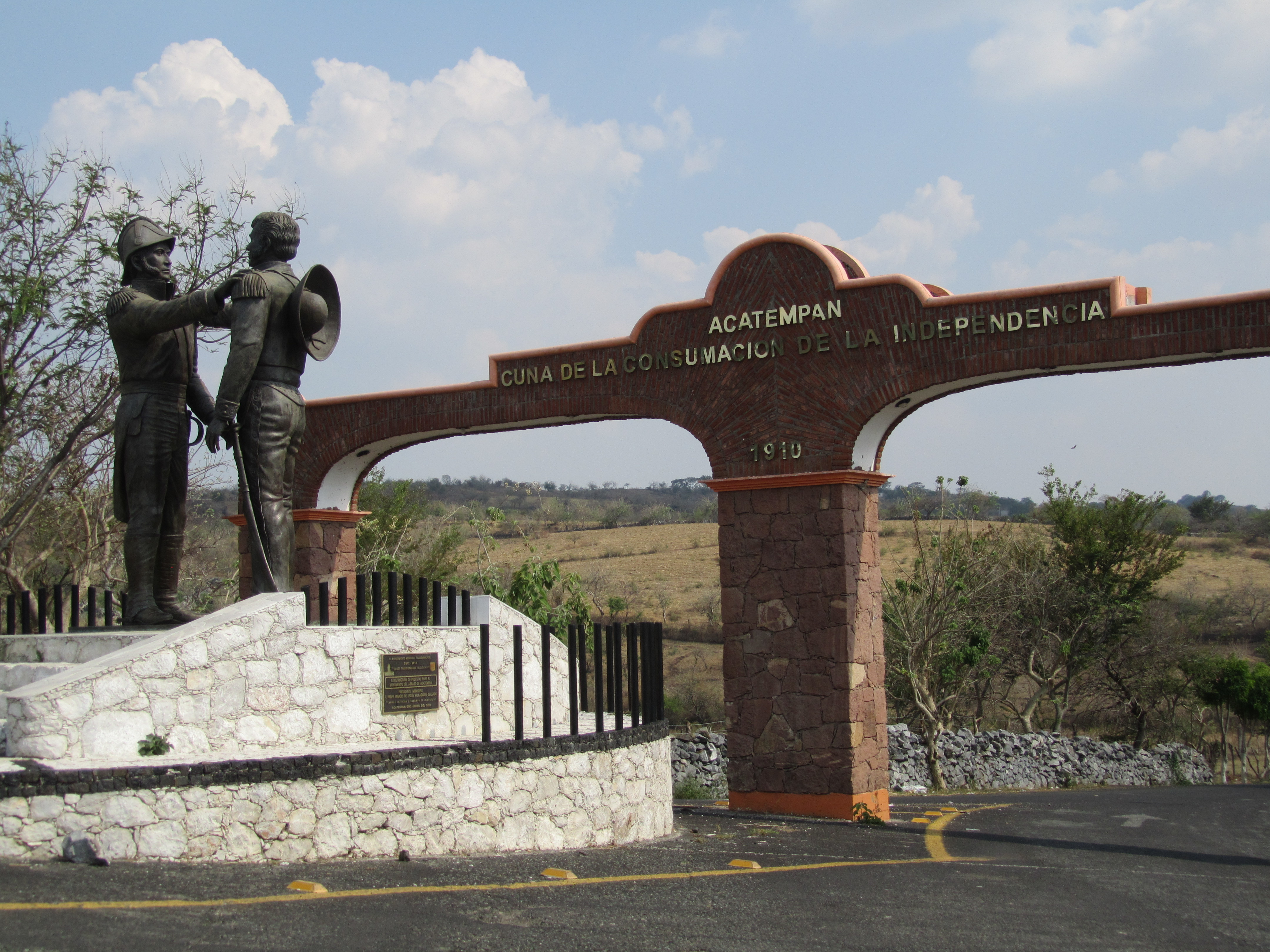
Abrazo de Acatempan en Teloloapan, Guerrero

El abrazo de Acatempan hace referencia a un acontecimiento de la historia de México en el que participaron Agustín de Iturbide, comandante en jefe del ejército del sur de Nueva España, y Vicente Guerrero, jefe de las fuerzas que peleaban por la Independencia de México. Este hecho ocurrió el 10 de febrero de 1821. La tradición señala que este suceso marcó la reconciliación entre las fuerzas virreinales y el ejército insurgente.

## Antecedentes
En 1816, el capitán general de Cuba, Juan José Ruiz de Apodaca fue designado virrey de Nueva España. De inmediato, amplificó una política represiva que ya se venía aplicando por sus antecesores, los virreyes Venegas y Calleja, la concesión de indultos para los jefes insurgentes que depusieran las armas. Algunos de los más importantes, como Nicolás Bravo, Manuel de Mier y Terán e Ignacio López Rayón se acogieron a esta medida. Otros se negaron a aceptarlo, como Pedro Moreno, Pedro Ascencio, Vicente Guerrero y Guadalupe Victoria. Gracias a esta política, se redujo notablemente la insurgencia en Nueva España. Tanto el virrey como otras autoridades consideraban , en tres años, 9 998 rebeldes fueron muertos, 6000 tomados prisioneros y 35 000 indultados. Pese a que las cifras son, por lo menos, cuestionables, es cierto que la historiografía ha considerado el gobierno de Ruiz de Apocada, en términos generales, como un periodo de creciente paciﬁcación de la Nueva España y, de manera proporcional, como una etapa de decaimiento insurgente.
El 1 de enero de 1820, en Las Cabezas de San Juan (Andalucía, España), el coronel Rafael del Riego se levantó en armas, proclamando que el rey Fernando VII debía jurar la Constitución de Cádiz, que las Cortes Generales proclamaron en 1812. El 26 de mayo el intendente de la provincia de Veracruz, José Dávila proclamó la Constitución de Cádiz. Apodaca hizo lo mismo en la capital el 31 de mayo.
El restablecimiento constitucional tomó por sorpresa a los novohispanos. Algunas personas temían que se suprimieran los privilegios del clero y del ejército.
Cuando Guerrero se enteró de la situación, intentó convencer al coronel José Gabriel de Armijo, comandante realista en el sur, de unirse a su movimiento. Armijo permaneció leal al gobierno español. Guerrero intentó nuevamente persuadirlo a través de una carta fechada el 17 de agosto, que le fue enviada a Armijo con el coronel Carlos Moya.
El 9 de noviembre, el potosino Armijo, comandante de las operaciones en el sur del país, renunció. Alegó motivos de salud, aunque también tenía diferencias con el virrey Apodaca, quien lo transfirió a Sevilla de inmediato.
Apodaca nombró entonces a Agustín de Iturbide como nuevo comandante del ejército de operaciones del sur, por recomendación del oidor Bataller. El 16 de noviembre de 1820, Iturbide salió de la Ciudad de México y estableció su cuartel general en Teloloapan, en el actual estado de Guerrero.

## El abrazo
Iturbide intentó, como hiciera antes Armijo, convencer a Guerrero de aceptar el indulto, pero fue rechazado. Jaime del Arenal publicó una carta fechada el 22 de noviembre en la que Iturbide le dice a Guerrero: 
veo que no está Ud. dispuesto a deponer las armas y sí a continuar la campaña que inició el cura Hidalgo. 
Tras varios intercambios epistolares, escribió una nueva nota a Guerrero el 10 de enero, pidiéndole que se retirara de la lucha, que el gobierno respetaría su cargo militar y le concedería el indulto:
está en el caso de contribuir á ella de un modo muy particular y es, cesando las hostilidades, y sujetándose con las tropas de su cargo á las órdenes de su gobierno, de que yo dejaré á Ud. el mando de su fuerza.
Guerrero se negó terminantemente. Días más tarde, el 25 de enero, Iturbide solicitó una entrevista a Guerrero. Le expuso su programa político, que luego plasmaría en el Plan de Iguala. Posteriormente, el 4 de febrero, y siendo el cierre del intercambio epistolar entre los dos jefes miltares, Iturbide comenta a Guerrero que :
Para facilitar nuestra comunicación me dirigiré luego á Chilpancingo, donde no dudo que ud. se servirá acercarse, y que más haremos sin duda en media hora de conferencia, que en muchas cartas.
El primero en señalar la reunión fue el desertor Tomás Cajigal, quien (para congraciarse con el gobierno virreinal), acusó a Iturbide de haberse puesto bajo las órdenes de Guerrero. Según su versión, el encuentro ocurrió el 14 de marzo. 

El historiador Carlos María de Bustamante refirió que Guerrero se encontró con Iturbide, pero no señala la fecha. Cita una carta de Iturbide al virrey, del 18 de febrero de 1821, en la que el primero decía que: 
No habiéndosele podido inspirar a aquel caudillo la confianza necesaria para que se prestase a contestar conmigo, se logró que viniese el individuo que merece toda la suya, conviene a saber, don José Figueroa.
 Esta carta demostraría que no hubo encuentro entre ambos líderes antes del 18 de febrero. 
Años después, Lorenzo de Zavala publicó en su Ensayo histórico de las revoluciones de México, que el encuentro sí sucedió. Imaginó un diálogo entre los caudillos, que es el que la tradición ha conservado:

No puedo explicar la satisfacción que experimento al encontrarme con un patriota que ha sostenido la noble causa de la independencia y ha sobrevivido él solo a tantos desastres, manteniendo vivo el fuego sagrado de la libertad. Recibid este justo homenaje de vuestro valor y de vuestras virtudes.
Agustín de Iturbide, refiriéndose a Vicente Guerrero, durante el Abrazo de Acatempan

Yo señor, le digo, felicito a mi patria por que recobra en este día un hijo cuyo valor y conocimientos le han sido tan funestos.
Vicente Guerrero, refiriéndose a Agustín de Iturbide, durante el Abrazo de Acatempan

Lucas Alamán rechazó la versión de Zavala, pues recuperó el informe de Iturbide y, con otras fuentes, sustentó que el insurgente que se reunió en Teloloapan con Iturbide fue José Figueroa, quien estaba facultado por Guerrero para arreglar todas las condiciones.
Por supuesto, en Acatempan, Guerrero, la tradición del abrazo es muy importante y da cuenta de un sentimiento de identidad local.

## Consecuencias

Bandera del Ejército Trigarante

El 24 de febrero, Iturbide proclamó el Plan de Iguala. Se apoyó en las tropas de Guerrero y Asencio, y retomaron las armas para apoyarlo.
Finalmente, el 27 de septiembre, el Ejército Trigarante, con Iturbide a la cabeza, hizo su entrada triunfal a la Ciudad de México.